# František Xaver Margold
František Xaver Margold  (5. července 1887, Chotěšov – 16. října 1967, Praha) byl český malíř, restaurátor, technický úředník, architekt a památkář.

## Život
Narodil se jako syn Josefa Margolda, asistenta silničního stavitelství a jeho manželky Marie. Byl vnukem Františka Margolda, hospodářského ředitele panství hraběte Jana Schönborna. S rodiči se stěhoval po různých historických lokalitách na Plzeňsku a Přešticku. Někdy jako své rodiště uváděl Příchovice v okrese Přeštice. Studoval na vyšší stavební průmyslové škole v Plzni, kde projevoval výrazné výtvarné nadání a zájem o historickou architekturu. vstoupil do plzeňské pobočky Klubu přátel starožitností. Roku 1911 nastoupil jako kreslič a stavitel do ateliéru architekta Kamila Hilberta, od roku 1913 se uvádí jako technický úředník. Ačkoliv nebyl absolventem vysokoškolského studia architektury, naučil se od Hilberta samostatné práci stavebního dozoru i provádějícího architekta s citem pro rekonstrukci historických objektů. Za první světové války se ve vídeňském Arsenalu sešel při práci na modelech staveb se švýcarským sochařem Krätzerem.
Od roku 1924 zastupoval ve vedení stavby katedrály sv. Víta Kamila Hilberta, po jeho smrti nastoupil do Státního fotoměřického ústavu jako geodet a kreslič památkových objektů. Po smrti profesora Vojtěcha Birnbauma v letech 1934–1950 vedl rekonstrukci Karolina. Vynikal nesmírnou pracovní aktivitou a všestranností, zevnějškem se prezentoval jako malíř-bohém. Dochovalo se množství jeho kreseb z cest po Itálii, Rakousku, Švýcarsku, Francii, Německu či Balkánu. Maloval také portréty, krajiny a folklórní motivy. Jeho pozůstalost v úplnosti dosud nebyla zpracována.
Zemřel roku 1967 a byl pohřben na Olšanských hřbitovech.

## Dílo
- Podílel se na obnově či rekonstrukci kostelů v Nymburce, Mělníku, Třebíči, Plzni, Štěchovicích, Davli a jinde.
- Při výzdobě chrámu sv. Víta řídil transfer Wolmutovy kruchty z jižní na severní stranu chrámu, pod vedením Antonína Podlahy odkryl základy románské baziliky a fragmenty rotundy sv. Václava, objevil několik hrobů stavitelů a ředitelů stavby katedrály ze 14.-15. století; dal přestavět ochozy triforia, od nákresů až po vlastnoruční práci realizoval oltář sv. Zikmunda.
- Ve Státním fotoměřickém ústavu se v letech 1933 - 1944 podílel na obnově Karolina[4], jemuž věnoval své bádání i po nástupu architekta Fragnera.

## Pozůstalost
- Archiv Národního muzea
- Archiv Pražského hradu: Skicáře s kresbami ze Svatovítské dómské huti [5]